# Ефимова, Карина Александровна
Карина Александровна Ефимова (род. 17 июня 2003 года, Якутия, Россия) — российская дзюдоистка. Чемпионка России 2024 года. Мастер спорта по дзюдо.

## Биография
Родилась Карина 17 июня 2003 года в Якутии. Она является воспитанницей якутской школы дзюдо. Тренируется под руководством Нюргуяны Никифоровой в спортивном клубе «Родина».

## Спортивная карьера
В августе 2021 года выиграла бронзовую медаль на открытом Кубке Европы среди взрослых в Оренбурге. В сентябре 2021 году дошла до финала чемпионата России. В августе 2022 года стала победительницей Спартакиады сильнейших в Казани. В октябре 2024 года впервые выиграла чемпионат России в Сочи.

## Спортивные достижения
Национальный уровень
- Первенство России среди юниоров 2021 — ;[7]
- Первенство России до 23 лет 2021, 2022 — ;[8][9]
- Чемпионат России 2021 — ;
- Всероссийская спартакиада 2022 — ;
- Первенство России до 23 лет 2023, 2024 — ;[10][11]
- Чемпионат России 2024 — ;

Международный уровень
- Кубок Европы 2021, 2024  — ;
- Russian judo tour (Хабаровск) — ;[12].